# Mosquée de Ba Sounou Sacko
La Mosquée de Ba Sounou Sacko, au Mali, est une mosquée construite en banco et d'architecture soudanaise située à Ségou Koro, sur les berges du fleuve Niger à une dizaine de kilomètres à l'ouest de Ségou. 
Elle a été construite au XVIIIe siècle par le roi bambara Biton Coulibaly pour sa mère Ba Sounou Sacko.